# 冰血奇緣
《冰血奇緣》（挪威語：／英語：），是挪威導演湯米·維爾柯拉執導的死雪禁地系列第二部作品，於2014年上映。
同前作《下雪總比流血好》亦參加2015年台北金馬奇幻影展，片商前景娛樂安排院線播放並刻意在中文命名上搭話題順風車。

## 劇情簡介
馬丁怕殭屍咬傷感染而斷臂求生，經一番血戰倖存下來，儘管交還納粹藏寶盒卻不小心留有金幣仍遭荷索追殺，脫逃過程中荷索右臂斷落車內，隨後發生車禍。等馬丁在醫院醒來時醫生已把荷索手臂接在斷臂處，不僅警察不信殭屍情節還認定馬丁是殺害朋友的嫌犯，逃跑時右臂失控大開殺戒，跟馬丁會面知道此事的美國小男孩，用手機傳照片给遠在美國的「爆殭大隊」（Zombie Squad，ZC），雖然小男孩遭池魚之殃，但馬丁也因此跟丹尼爾為首的爆殭三人組聯繫會合；另外，馬丁亦得到二戰博物館基佬職員葛倫以及變成殭屍的身障人士「血寶」協助。塔維克（Talvik）小鎮落入納粹殭屍魔掌，馬丁聽從丹尼爾建議利用他同樣有魔力的右臂讓俄國戰俘殭屍出土，對抗納粹殭屍大軍……。

## 主要卡司
| 演員                                         | 角色                         |
| -------------------------------------------- | ---------------------------- |
| 維加·荷伊（Vegar Hoel）                      | 馬丁（Martin）               |
| 史帝·佛洛迪·韓利克森（Stig Frode Henriksen） | 葛倫·肯尼斯（Glenn Kenneth） |
| 奧楊·加姆斯（Ørjan Gamst）                   | 荷索（Herzog）               |
| 馬丁·史達（Martin Starr）                    | 丹尼爾（Daniel）             |
| 喬瑟琳·狄波兒（Jocelyn DeBoer）              | 莫妮卡（Monica）             |
| 英格麗·哈絲（Ingrid Haas）                   | 布蕾克（Blake）              |
| 克利斯多夫·喬納（Kristoffer Joner）          | 血寶（Sidekick Zombie）      |
| 愛蜜麗塔·阿查亞（Amrita Acharia）            | 雷敦（Reidun）               |
| 德瑞克·米爾斯（Derek Mears）                 | 史達瓦林（Stavarin）         |
| 丹尼爾·貝格·哈伯森（Daniel Berge Halvorsen） | 史杜畢少校（Major Stubbe）   |
| 夏綠蒂·佛洛格納（Charlotte Frogner）         | 漢娜（Hanna）                |

## 獎項
- 2014奧斯汀奇幻影展：最佳影片、最佳編劇
- 2014驚恐指數獎：最佳化妝、最佳視覺效果
- 2014富川奇幻影展：最佳男主角、最佳導演、最佳觀眾票選獎
- 2014多倫多暗黑影展：最佳同樂電影、最佳打鬥、最佳血腥、最佳化妝，以及觀眾票選獎

## 延伸閱讀
- 關於冰血 @ 前景娛樂（页面存档备份，存于）

## 外部連結
- 互联网电影数据库（IMDb）上《Død snø 2》的资料（英文）
- Box Office Mojo上《Dead Snow 2: Red vs. Dead》的資料（英文）
- 爛番茄上《Dead Snow 2: Red vs. Dead》的資料（英文）
- Metacritic上《Dead Snow 2: Red vs. Dead》的資料（英文）